# Future2Future
Future2Future – czterdziesty trzeci album amerykańskiego muzyka jazzowego Herbie Hancocka. Nagrany w Orange Music, wydany w 2001 przez wytwórnię Transparent Music: jako dwupłytowy LP i jako CD.
Album bardzo nowoczesny: jazz, muzyka elektroniczna i klubowa z dodatkiem motywów etnicznych. Duży wpływ na charakter płyty miał współkompozytor wszystkich nagrań, współproducent i jeden z wykonawców - Bill Laswell. Wśród muzyków obecnych na płycie wymieniony jest też perkusista Tony Williams, który zmarł w lutym 1997. Pozostały jednak taśmy z jego nagraniami. Jedno z nich było impulsem i podstawą do powstania utworu "Tony Williams". W utworze "Wisdom" Elenni Davis-Knight recytuje "Expedient Means" i "Life Span" - fragmenty "The Wisdom of the Lotus Sutra", japońskiego pisarza i propagatora buddyzmu - Daisaku Ikedy.
Japońskie wydanie Future2Future (Columbia, 2002) zawiera dodatkowe nagranie bonusowe: "The Essence" - DJ Krush remix (5:48).

## Muzycy
- Herbie Hancock - instrumenty klawiszowe
- Bill Laswell - elektryczna gitara basowa
- Wayne Shorter - saksofon sopranowy, saksofon tenorowy
- Jack DeJohnete - perkusja
- GiGi - śpiew (Gigi Hancock)
- Chaka Khan - śpiew
- Imani Uzuri - śpiew
- Dana Bryant - śpiew, głos
- Elenni Davis-Knight - głos
- Charnett Moffett - kontrabas
- Carl Craig - programowanie, beat
- A Guy Called Gerald, czyli Gerald Simpson - programowanie, beat
- Tony Williams - perkusja
- Karsh Kale - perkusja, programowanie, beat
- Rob Swift - turntable i programowanie
- Grandmixer DXT - turntable

## Lista utworów
| 1.  | "Kebero Part 1" (Herbie Hancock, Bill Laswell, Carl Craig, GiGi) - Carl Craig - programowanie, beat (podkład muzyczny); GiGi - śpiew; H. Hancock - instrumenty klawiszowe                                                                             | 3:10  |
|     | |       |
| 2.  | "Wisdom" (Herbie Hancock) - Elenni Davis-Knight - głos; H. Hancock - instrumenty klawiszowe | 0:33  |
|     | |       |
| 3.  | "The Essence" (Herbie Hancock, Chaka Khan, Bill Laswell) - Chaka Khan - śpiew; Charnett Moffett - kontrabas; Karsh Kale - perkusja; H. Hancock - instrumenty klawiszowe; Grandmixer DXT - turntable                                                   | 4:54  |
|     | |       |
| 4.  | "This Is Rob Swift" (Herbie Hancock, Rob Swift, Bill Laswell, Jack DeJohnette) - B. Laswell - elektryczna gitara basowa; H. Hancock - instrumenty klawiszowe; Jack DeJohnette - perkusja; Rob Swift - turntable i programowanie                       | 6:55  |
|     | |       |
| 5.  | "Black Gravity" (Gerald Simpson, Herbie Hancock, Bill Laswell) - A Guy Called Gerald - programowanie, beat; H. Hancock - instrumenty klawiszowe | 5:29  |
|     | |       |
| 6.  | "Tony Williams" (Herbie Hancock, Tony Williams, Bill Laswell, Dana Bryant) - Dana Bryant - śpiew, recytacja; Tony Williams - perkusja; Wayne Shorter - saksofon tenorowy; B. Laswell - elektryczna gitara basowa; H. Hancock - instrumenty klawiszowe | 6:08  |
|     | |       |
| 7.  | "Be Still" (Herbie Hancock, Bill Laswell, Imani Uzuri) - Imani Uzuri - śpiew; Jack DeJohnette - perkusja; Charnett Moffett - kontrabas; H. Hancock - instrumenty klawiszowe; Wayne Shorter - saksofon sopranowy                                       | 5:11  |
|     | |       |
| 8.  | "Ionosphere" (Herbie Hancock, Karsh Kale, Bill Laswell) - H. Hancock - instrumenty klawiszowe; Karsh Kale - perkusja, programowanie beat | 3:59  |
|     | |       |
| 9.  | "Kebero Part 2" (Herbie Hancock, Bill Laswell, Carl Craig, GiGi) - Carl Craig - programowanie, beat; GiGi - śpiew; H. Hancock - instrumenty klawiszowe                                                                                                | 4:47  |
|     | |       |
| 10. | "Alphabeta" (Herbie Hancock, Bill Laswell) - H. Hancock - instrumenty klawiszowe; Jack DeJohnette - perkusja | 5:29  |
|     | |       |
| 11. | "Virtual Hornets" (Herbie Hancock, Bill Laswell) - Charnett Moffett - kontrabas; Jack DeJohnette - perkusja; H. Hancock - instrumenty klawiszowe; Wayne Shorter - saksofon tenorowy                                                                   | 8:50  |
|     | |       |
|     | | 55:25 |
|     | |       |

## Informacje uzupełniające
- Produkcja - Herbie Hancock, Bill Laswell
- Carl Craig - produkcja i aranżacja (Kebero Part 1, Kebero Part 2)
- Inżynier dźwięku - Robert Musso
- Asystent inżyniera - James Dellatacoma
- Dodatkowe nagrania - Kampo Studios i JSM Studios (Nowy Jork)